# Мођо (Леко)
Мођо (итал. Moggio) је насеље у Италији у округу Леко, региону Ломбардија.
Према процени из 2011. у насељу је живело 493 становника. Насеље се налази на надморској висини од 886 м.

## Становништво
Према резултатима пописа становништва 2011. у општини је живело 503 становника.
| 1936. | 1951. | 1961. | 1971. | 1981. | 1991. | 2001. | 2011. |
| ----- | ----- | ----- | ----- | ----- | ----- | ----- | ----- |
| 298   | 300   | 248   | 325   | 409   | 431   | 486   | 503   |

## Партнерски градови
- Мођо Удинезе